# Klesarska škola

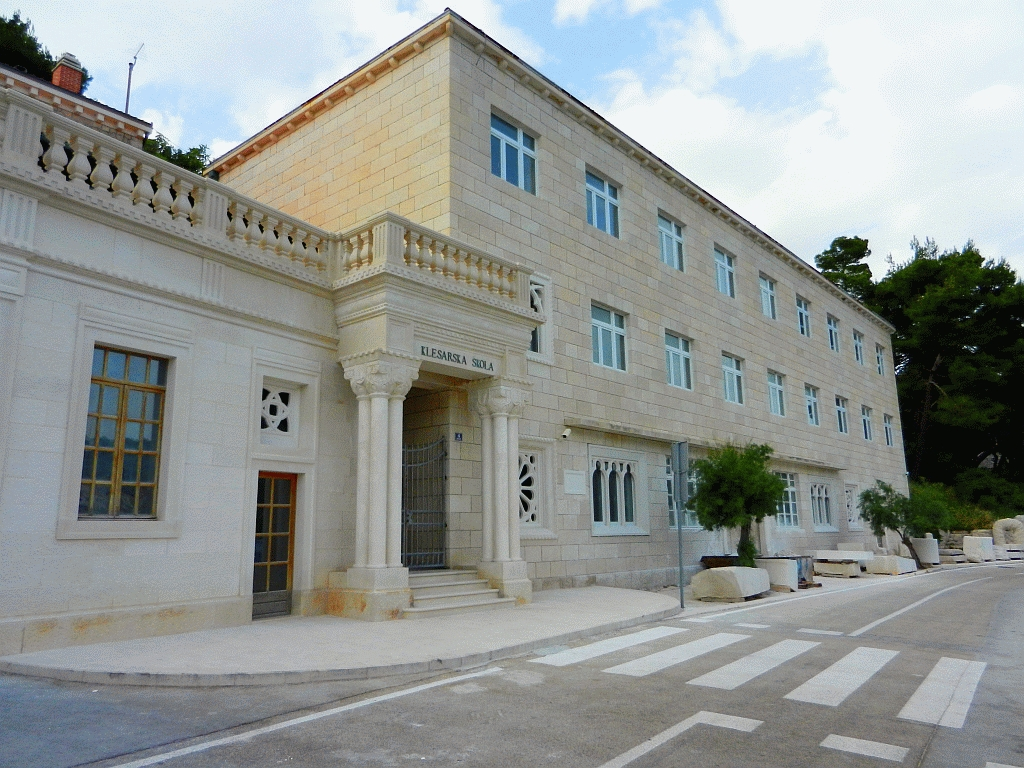
Die Klesarska škola in Pučišća (2011)

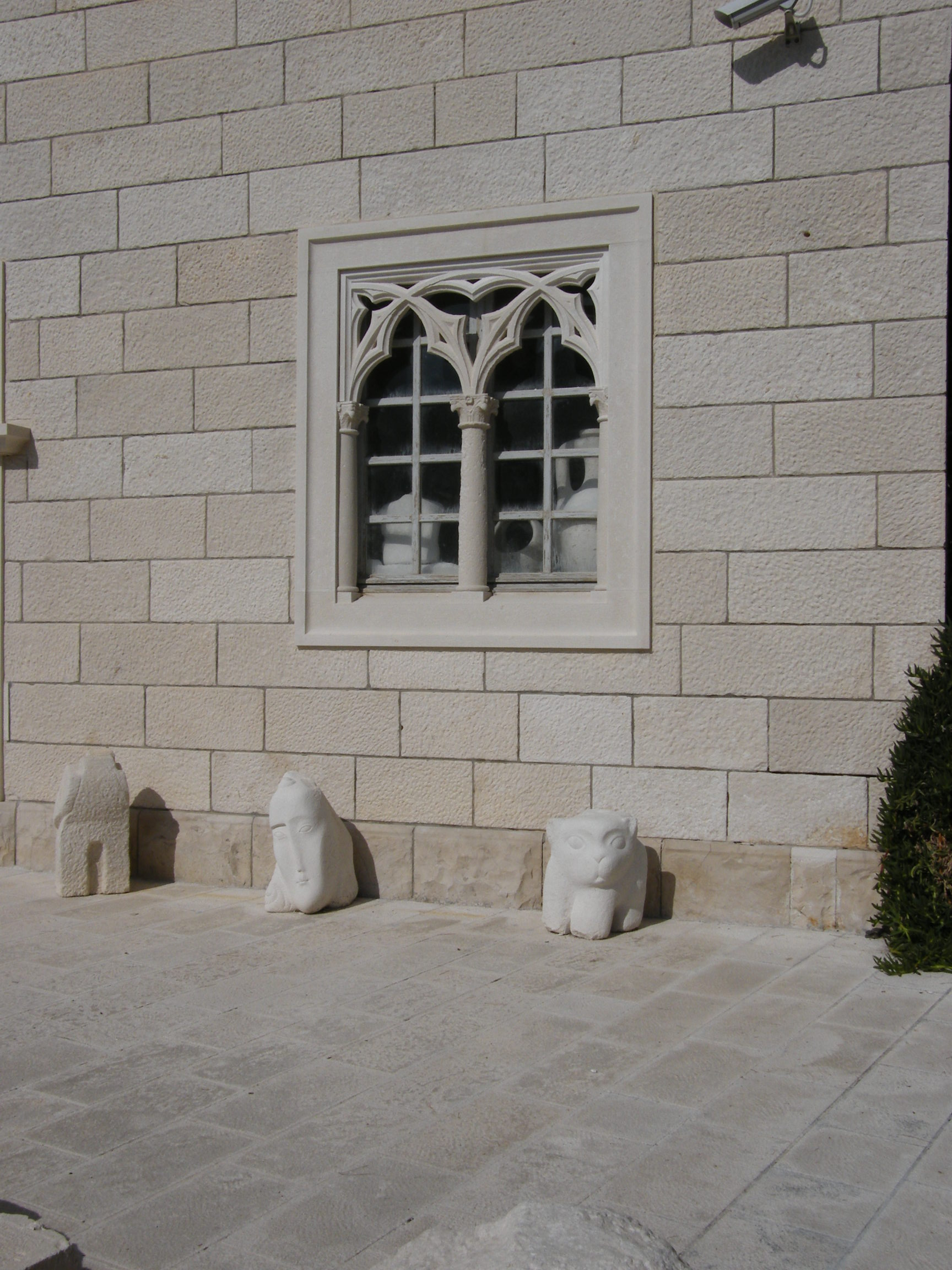
Details der Schulfassade mit Steinobjekten

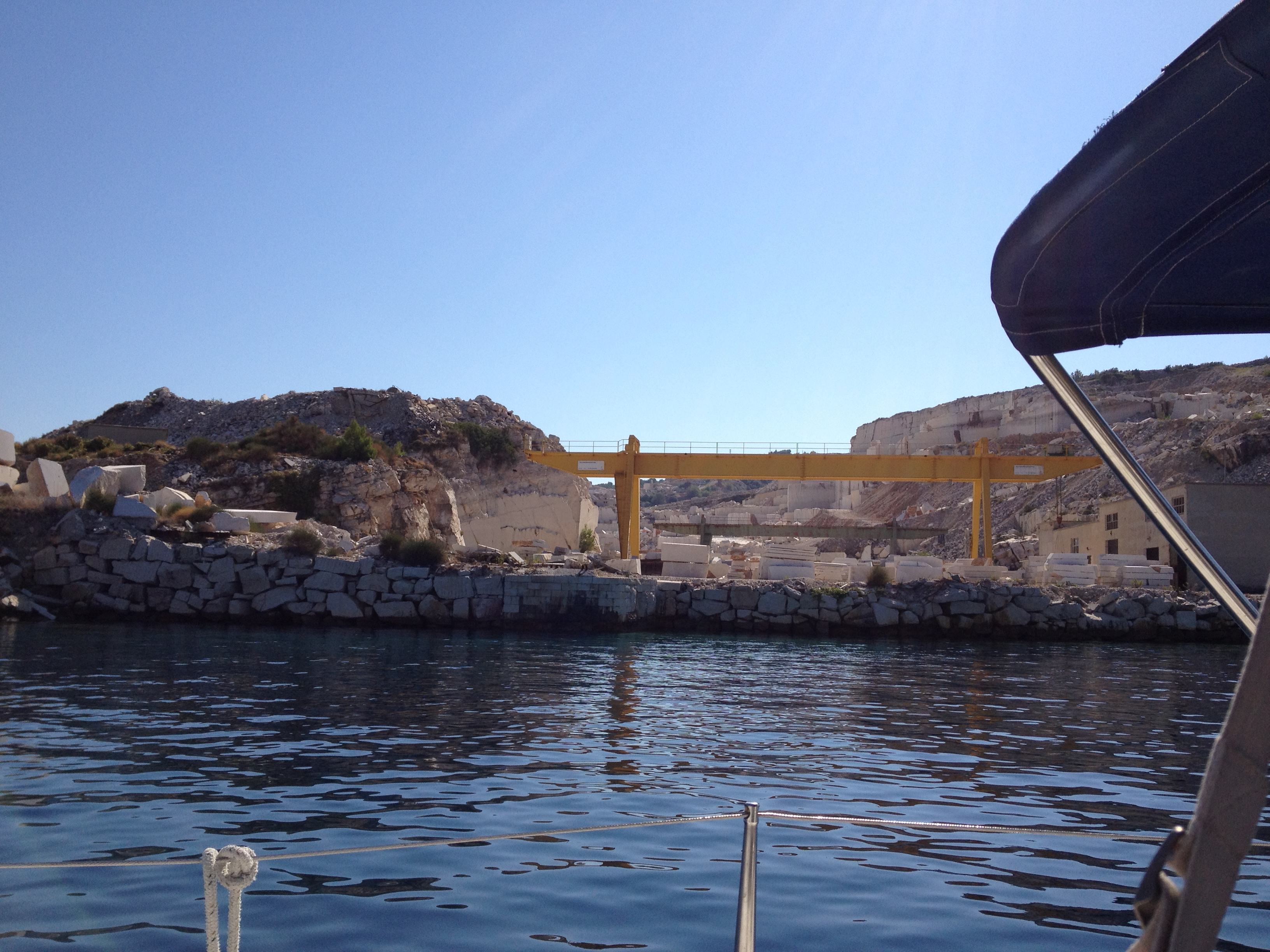
Kalksteinabbau in Pučišća

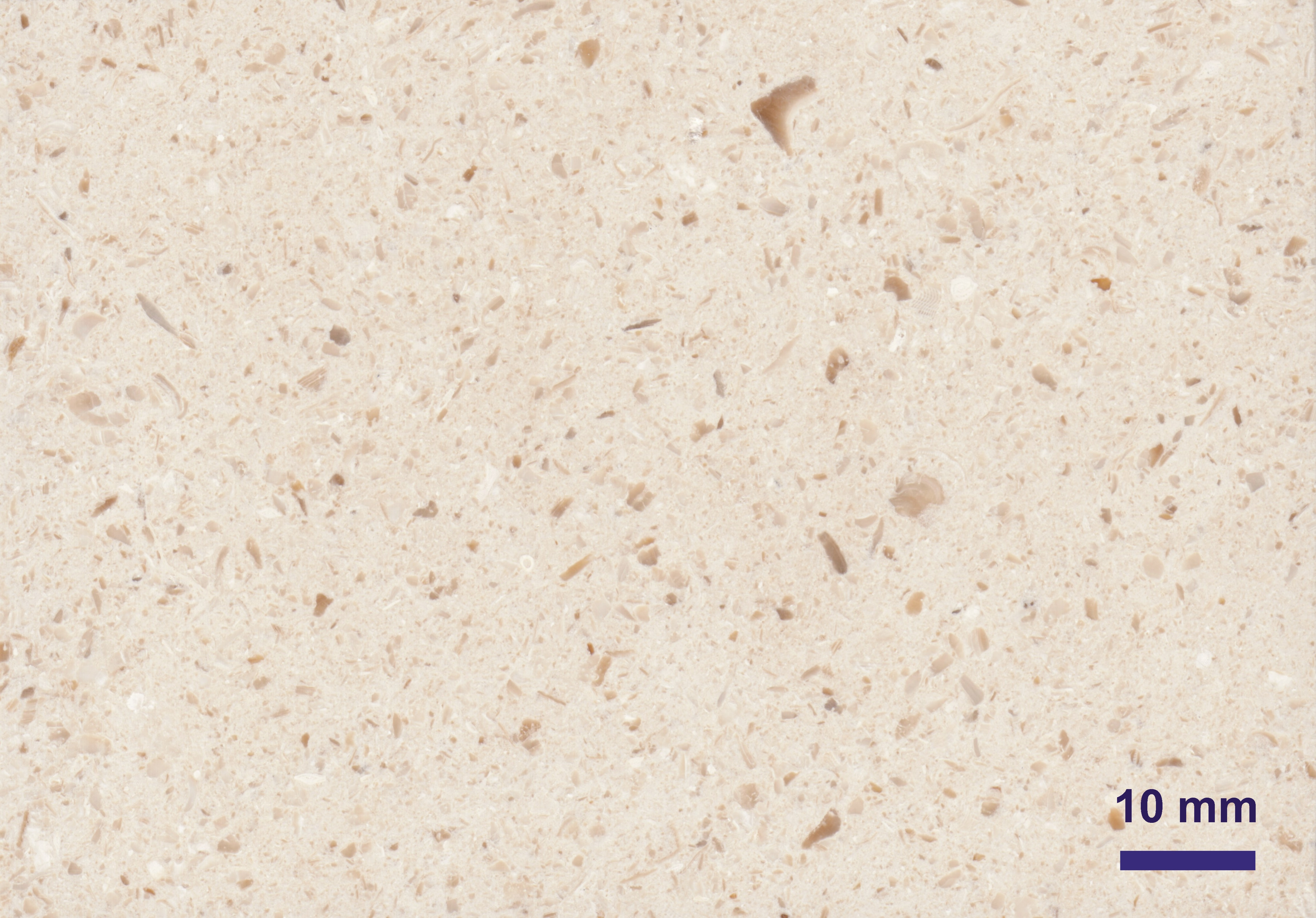
Kalkstein Veselje Unito

Die Klesarska škola (deutsch „Steinmetzschule“) ist eine Steinmetzschule auf der kroatischen Insel Brač. Sie wurde 1909 gegründet und ist die einzige Steinmetzschule in Kroatien.

## Geschichte
Die Klesarska škola wurde 1909 vom damaligen k.k. Ministerium für öffentliche Arbeiten in Wien zur Ausbildung von Steinmetzen in Pučišća auf Brač offiziell gegründet, nachdem sie schon drei Jahre zuvor ihren Betrieb aufgenommen hatte. Erster Leiter war Emil Ruml, ein Steinmetz aus Böhmen, der zu den ersten Absolventen der k.u.k. Steinmetzschule Horschitz gehörte. Die Insel ist bekannt für ihren nahezu schneeweißen und gelben Kalkstein, Bračer Marmor genannt, und die lange Tradition der Verarbeitung. Schon die Römer verwendeten dieses Material für ihre Bauten, so etwa am Diokletianpalast in Split. Auch im Weißen Haus in den USA, im Berliner Reichstag und im Budapester Parlamentsgebäude ist Kalkstein von Brač verbaut. Der in der Schule verwendete Stein wird im Steinbruch Veselje abgebaut.
Nach dem Zweiten Weltkrieg erlebte die Steinmetzkunst auf Brač einen Aufschwung und wurde zum stärksten Wirtschaftszweig der Insel. Die bestehenden Unternehmen und Steinbrüche gründeten 1947 die Firma Brač, später in Jadrankamen umbenannt. Ab 1946 diente die škola als Abendschule; die Schüler arbeiteten sechs Stunden etwa bei Jadrankamen und gingen anschließend in die Schule. 1956 wurde in Pučišća die Industrijska kamenoklesarska škola (Industrielle Steinmetzschule) gegründet. 1957 wurde der Bildhauer Ante Kostović Direktor der neuen Schule, und 1965 übernahm Jasna Kuzmanić Orlandini dessen Funktion, der die Schule bis 1989 leitete.
1991 wurde die Schule in Pučišća wieder zu einer eigenständigen Schuleinrichtung, nun mit dem Namen Klesarska škola. 1994 gelang es, in der Škola primijenjene umjetnosti i dizajna (Hochschule für Angewandte Kunst und Design) in Zagreb eine erste Einzelausstellung mit studentischen Arbeiten außerhalb von Brač zu organisieren. Im Jahr 2003 erhielt die Schule vom Amt für Bildung und Kultur der Gespanschaft Split-Dalmatien die Auszeichnung „beste Schule“. Die Einrichtung ist Mitglied der European Association of Building Crafts and Design (EACD).
Während der Tourismussaison sind Schule und Werkstatt für Besucher geöffnet; im Jahre 2008 kamen rund 9000. Am 30. Juni 2005 wurde die Steinmetzschule deshalb vom kroatischen Tourismusverband ausgezeichnet. Auch organisiert die Schule Workshops und Tagungen mit internationaler Beteiligung.

## Ausbildung
Heute gibt es zwei Ausbildungsgänge, einen dreijährigen zum Steinmetz und einen vierjährigen zum Steintechniker, der Inhalte aus der Architektur, Kunst und weiteren Gebieten umfasst und zur Hochschulreife führen soll. Einige Schüler wechseln nach der Ausbildung in die Steinbildhauerei. Pro Jahr sind bis zu 100 Schüler an der Klesarska škola eingeschrieben. Etwa ein Viertel der Studenten kommen aus Pučišća selbst, ein weiteres Viertel aus anderen Orten der Insel, während der Rest der Studenten aus ganz Kroatien kommt. In den letzten Jahren haben auch weibliche Studenten eine Ausbildung in diesem traditionell von Männern dominierten Handwerk an der Schule aufgenommen.